# ナンブタカネアザミ
ナンブタカネアザミ（南部高嶺薊、学名 Cirsium nambuense）は、キク科アザミ属の多年草。

## 特徴
茎の高さは50cmほどになる。茎には白い毛が密生し、茎葉の基部は茎を抱き、葉の切れ込みが深く、とげが鋭い。
花期は7-8月で、斜め上向きから下向きに、1-3個程の頭花をつける。頭花は筒状花のみで構成されており、花の色は紫色である。オニアザミのように頭花がまとまってつく場合がある。
総苞は粘らなく、総苞片はタチアザミに似、長いトゲ状を呈する。花期にも根生葉は残っている。

## 分布と生育環境
アザミ属は、分布域が比較的広いものと極端に狭い地域固有種がある。ナンブタカネアザミの分布域は狭く、本州の南東北地方の日本海側の高山域に分布し、飯豊山、西吾妻山、朝日岳、月山、栗駒山の稜線部にある開けた風衝草原に自生する。
基準産地は飯豊山。

## 画像

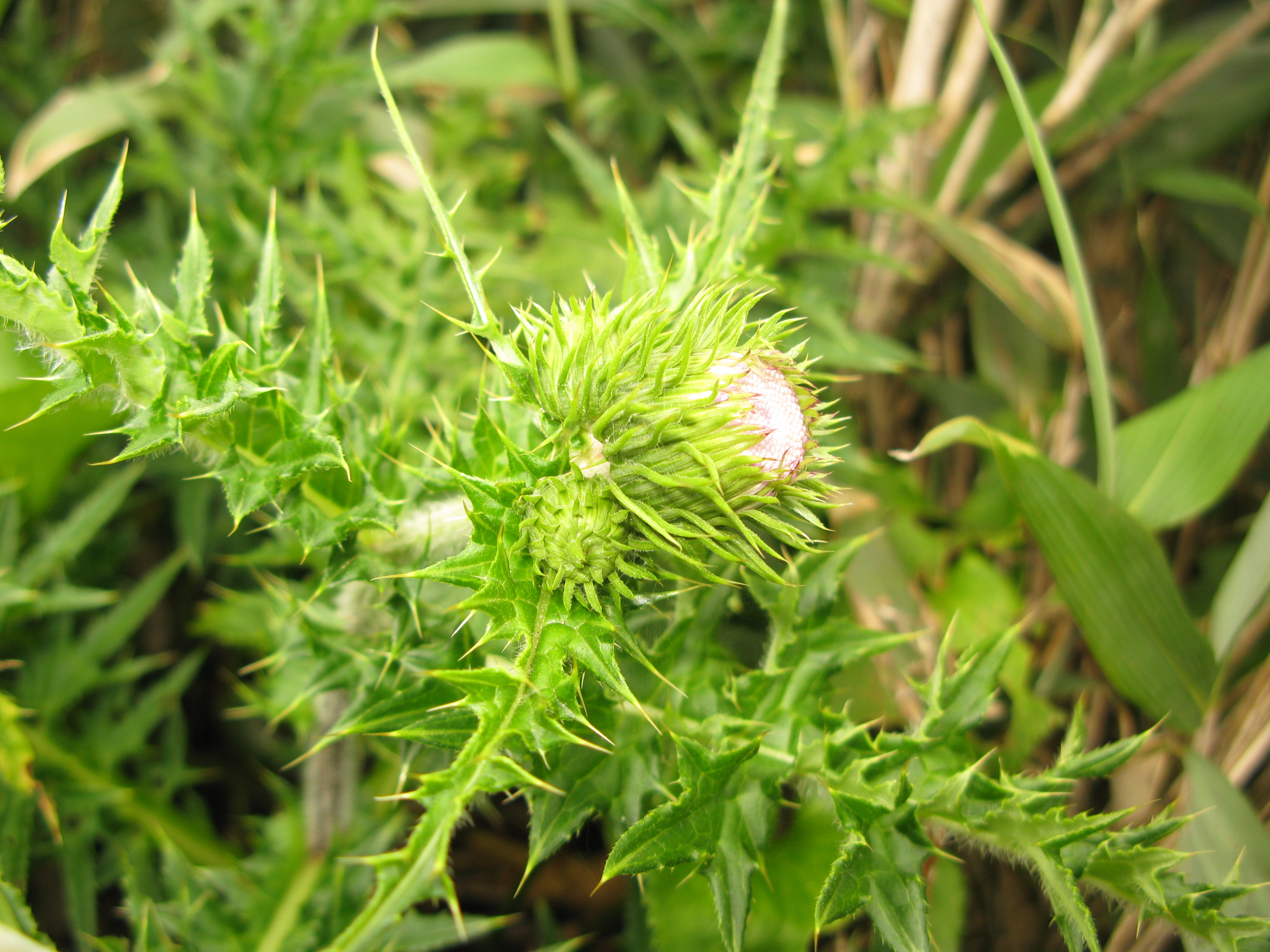
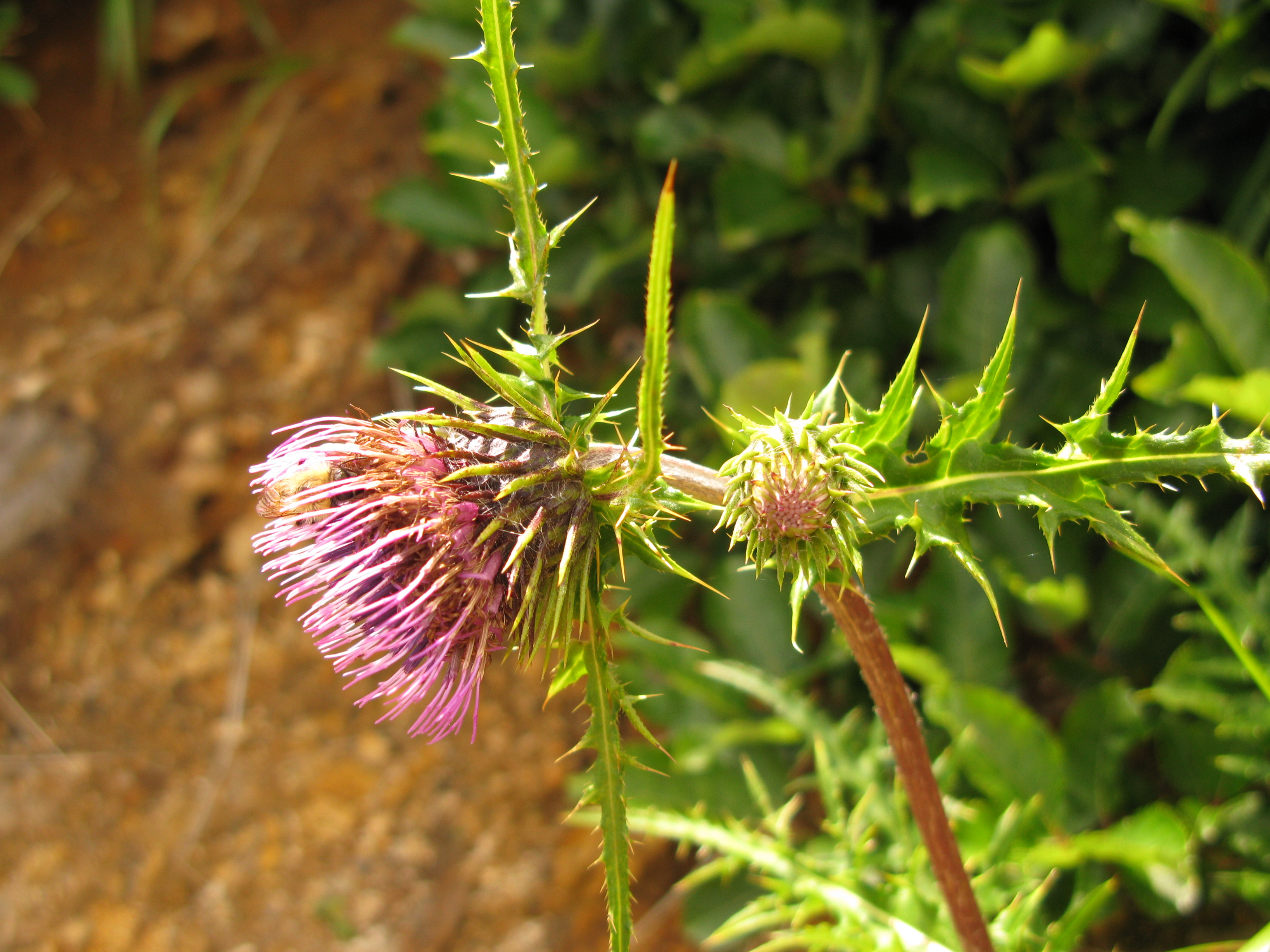
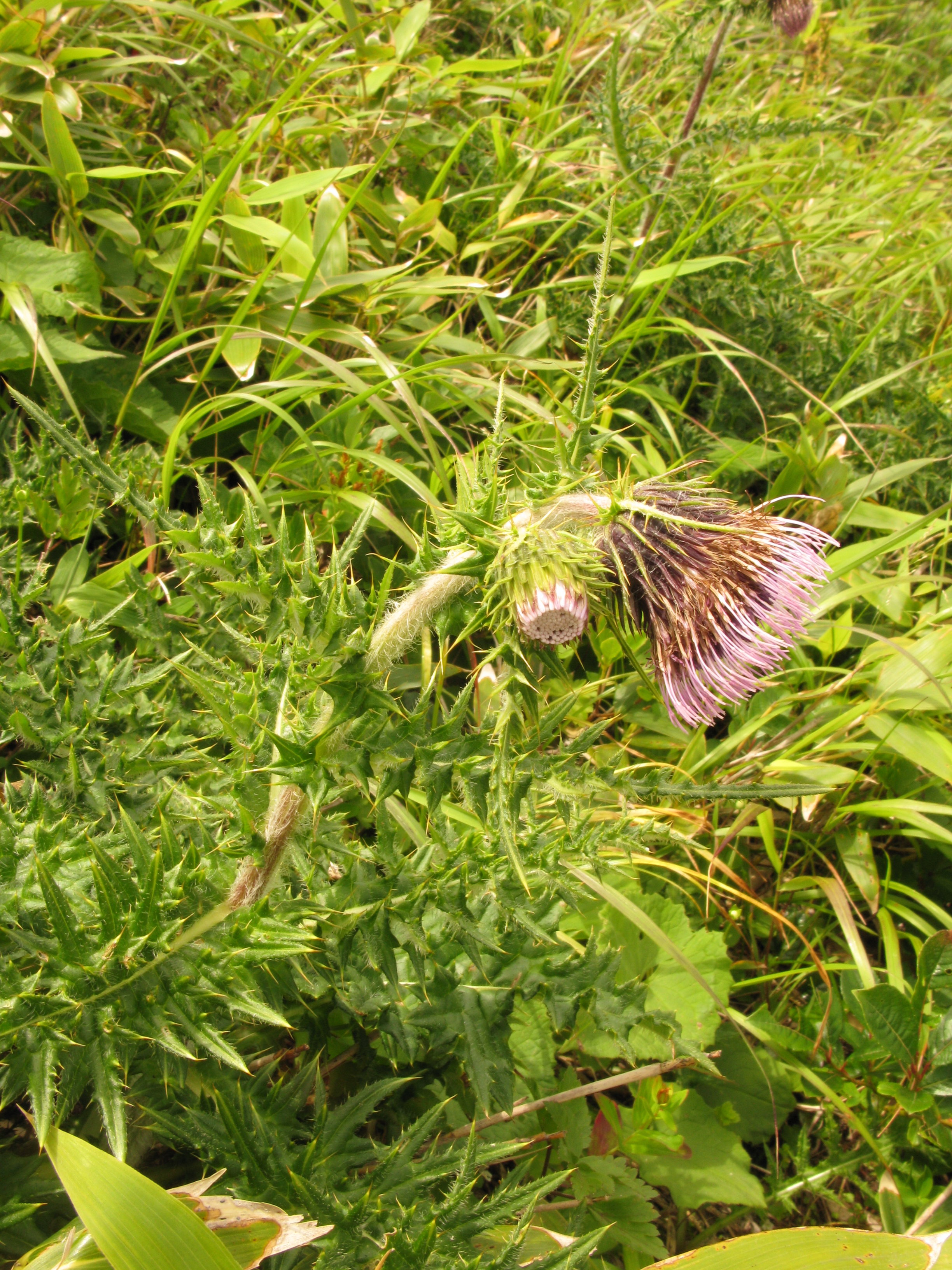